# 레흐 카친스키
레흐 알렉산데르 카친스키(폴란드어: Lech Aleksander Kaczynski 듣기 (도움말·정보), 문화어: 레흐 알렉싼데르 까친스끼, 1949년 6월 18일 ~ 2010년 4월 10일)는 폴란드의 정치인이며, 4대 대통령(2005 ~ 2010)이다.

## 생애
바르샤바 출신으로 2006년 7월부터 2007년 11월까지 총리를 지내고 현재 법과 정의당 의장을 맡고 있는 야로스와프 카친스키는 그의 일란성 쌍둥이 형이다. 레흐와 야로스와프 형제는 어린 시절 아역 배우로 활동하기도 하였다.
바르샤바 대학교에서 수학한 후 그단스크 대학교에서 법학의 철학 박사 학위를 취득하였다. 1970년대 그와 야로스와프는 반공주의 운동에 참여하였다가, 정부에 의하여 투옥(1981~82)되었다. 카친스키는 레흐 바웬사가 이끄는 자유 노조에 지도자력 직위를 맡기도 하였고, 1989년 자유 노조가 권력을 잡으면서 카친스키 형제는 정부에서 경력을 시작하였다.
1990년 카친스키 형제는 중앙 협정당을 창당하였으며, 둘다 폴란드 국회에서 열린 선거에서 승리하여 몇몇의 정부 지위를 맡았다. 하지만 1993년 둘은 바웬사와 충돌을 일으키기 시작하였고, 2001년 형제는 함께 법과 정의당을 창립하여 처음에 레흐가 당대표를 맡았다가 2003년에는 야로스와프가 그 당을 이끌었다.
2002년에는 바르샤바의 시장이 되었다가 2005년 10월 대통령 선거에서 승리하여 그 해 12월 대통령에 취임하였다.
그는 강력한 중앙 집권을 주창하고, 감세와 강력한 경제 안전책을 장려하며 가끔 유럽 연합의 비평을 받은 맹렬한 국수주의자이자 종교적 보수주의자로 알려졌다.
2009년에는 사회적 실패를 포함한 논쟁에 폴란드를 유럽 연합 정책으로부터 탈퇴를 안정시켰고 리스본 조약에 서명하였다.

## 사망
2010년 4월 10일에 오전 10시 41분 경에 레흐 카친스키 대통령이 탑승하여 바르샤바를 출발한 비행기가 러시아 서부 스몰렌스크주 스몰렌스크 공항에 접근하다가 추락하는 사고가 발생하여 레흐 카친스키를 포함한 탑승자 97명 전원이 사망하였다. 레흐 카친스키 대통령 내외를 비롯, 폴란드 육군 참모총장, 외무 차관, 대통령 비서실장, 중앙은행 총재 등은 러시아의 블라디미르 푸틴 총리가 초청을 하지 않음에 따라 개별적으로 카틴 숲 대학살 사건 추모 행사에 참석하려고 스몰렌스크로 항공기를 통해 가던 중 사고를 당했으며, 이틀 후 대통령의 시신이 수습되었다.
그가 세상을 떠난 후 대한민국 대구광역시 달서구 신당동 소재 계명대학교 총장 신일희에 의해 교내에 그의 빈소가 마련되었으며, 그를 추모하는 음악회를 개최했다.

## 사진

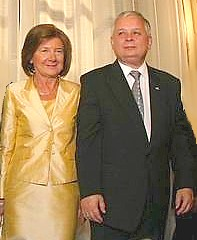
부인 마리아 카친스카와 함께
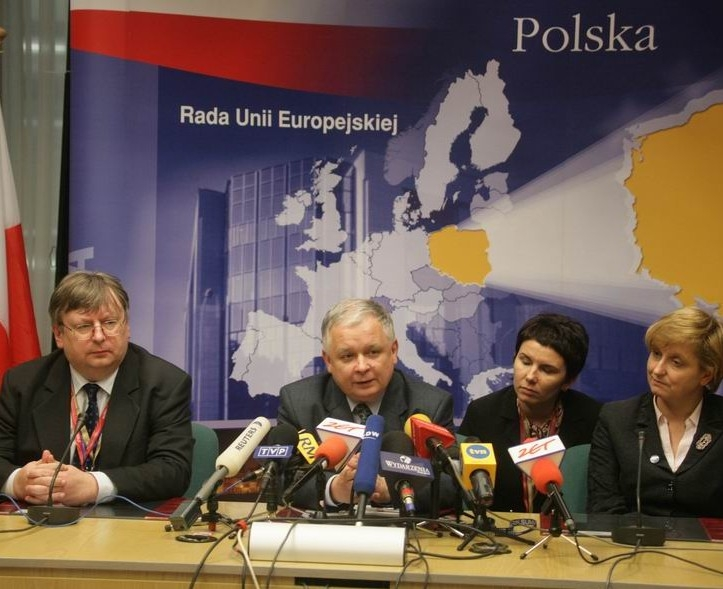
브뤼셀 회의에서
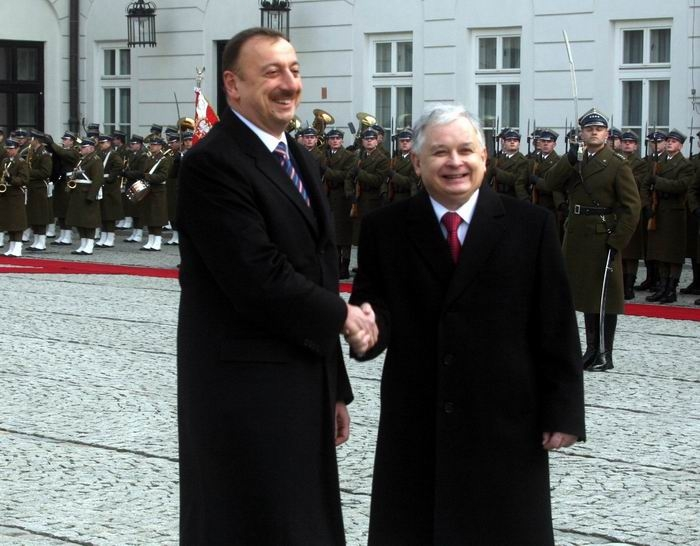
일함 알리예프 아제르바이잔 대통령과 함께
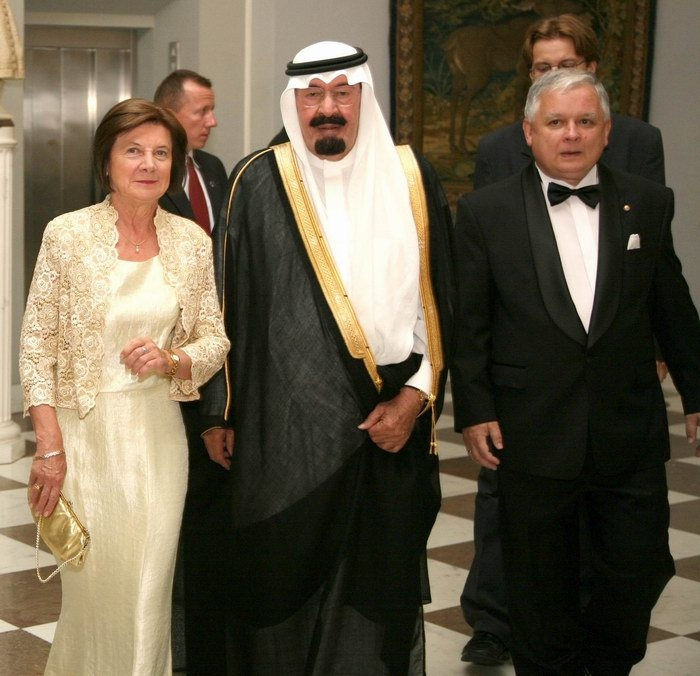
압둘라 빈 압둘아지즈 알사우드 사우디아라비아 국왕과 함께
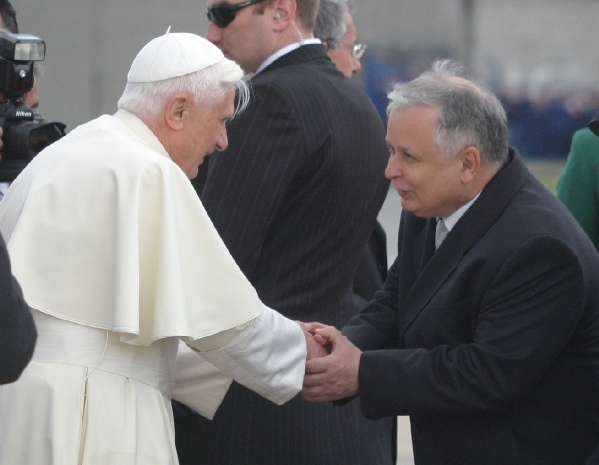
교황 베네딕토 16세와 함께

## 역대 선거 결과
| 선거명      | 직책명          | 대수 | 정당      | 1차 득표율 | 1차 득표수  | 2차 득표율 | 2차 득표수  | 결과 | 당락               |
| ----------- | --------------- | ---- | --------- | ---------- | ----------- | ---------- | ----------- | ---- | ------------------ |
| 2002년 선거 | 바르샤바 시장   | 45대 | 법과 정의 | 49.58%     | 265,994표   | 70.54%     | 335,262표   | 1위  | 바르샤바 시장 당선 |
| 2005년 선거 | 폴란드의 대통령 | 4대  | 법과 정의 | 33.10%     | 4,947,927표 | 54.04%     | 8,257,468표 | 1위  |                    |